# FIA Gran Turismo Championships
Les FIA Gran Turismo Championships (ou FIA GTC) sont une compétition annuelle de sim racing, organisée par Polyphony Digital et la Fédération internationale de l'automobile (FIA) sur le jeu Gran Turismo Sport depuis 2018. La compétition est ouverte aux joueurs du monde entier possédant le jeu. Plusieurs événements en live (étapes du World Tour) sont diffusés pour tenter de se qualifier aux World Finals. Deux championnats ont lieu : la Nations Cup et la Manufacturer Series.

## Histoire
Les FIA Gran Turismo Championships sont créés après le succès du programme GT Academy qui permet à des simracers des jeux Gran Turismo à devenir pilote automobile professionnel (comme Jann Mardenborough ou Lucas Ordóñez). Le championnat est soutenu et certifié par la Fédération internationale de l'automobile, devenant le premier championnat d'esport de simulation de course automobile soutenu par la FIA. Dès sa première saison, la finale rassemble plus d'un million de spectateurs sur les différents réseaux sociaux.
Le réalisme, le nombre de participants et le nombre de spectateurs font des FIA Gran Turismo Championships, les pionniers et les leaders du sim racing professionnel, ressemblant de plus en plus au sport automobile selon certains observateurs,. De nombreux médias de sport automobile, comme Autosport ou Auto Hebdo notamment, font plusieurs articles sur le sujet pendant la saison, comme pour annoncer le début de la saison ou pour commenter et analyser les résultats des courses,.
Le Brésilien Igor Fraga, vainqueur de la Nations Cup en 2018 et de la Manufacturer Series en 2019, met un coup de lumière sur le championnat en étant signé par le Red Bull Junior Team et en rejoignant le championnat de Formule 3 FIA.
Les diffusions du championnat se font essentiellement par YouTube et Twitch, en plusieurs langues, avec des commentateurs reconnus sur Internet, comme notamment Jimmy Broadbent en anglais, Depielo et Donald Reignoux en français, ou encore Lucas Ordóñez en espagnol, et Filipe Albuquerque en portugais.

## Format
Les deux championnats des FIA Gran Turismo Championships sont la Nations Cup, et les Manufacturer Series, et se divise en trois phases principales :
- Séries en ligne (Online Series) : elles ont lieu pendant six mois, de mars à septembre, et sont ouvertes à tous les joueurs possédant le jeu Gran Turismo Sport (sur le mode Sport). En Nations Cup, il y a quatre phases de dix manches chacune. Chaque pilote reçoit des points qui leur seront nécessaires pour passer aux étapes suivantes. Dans les Manufacturer Series, le format est le même (quatre phases de dix manches différentes de celles de la Nations Cup) et les pilotes choisissent au préalable l'un des 25 constructeurs dont ils veulent défendre les couleurs ; au cours de ces séries en ligne, ils vont récolter des points pour leur constructeur[9].
- World Tours : En Nations Cup, les pilotes les mieux classés des séries en ligne sont invités à participer aux World Tours, des événements se disputant sur divers sites à travers le monde (Paris, Tokyo, New York, etc.). Cependant, chaque pays ne peut qu'envoyer un nombre de joueurs limités, comme deux pour la France (quatre si elle est pays hôte, ou trois si un autre pays européen est hôte). En Manufacturer Series, seuls douze constructeurs peuvent se qualifier, sur la base d'un classement des Constructeurs pour chaque région. Cinq régions existent : Europe/Moyen-Orient/Afrique, Amérique du Nord, Asie, Amérique centrale/Amérique du Sud, Océanie. Pour chaque constructeur, les points des trois meilleures régions sont ajoutés et déterminent leur nombre de points au Classement mondial des constructeurs. Les constructeurs prennent alors part au World Tour avec les meilleurs joueurs de ces trois régions. De plus, pour la Nations Cup et les Manufacturer Series, sur chaque course en direct du World Tour, les pilotes et constructeurs qui montent sur le podium du classement général de la Nations Cup et des Manufacturer Series reçoivent des points World Tour. Ces points s'ajoutent à leur score de base des finales mondiales[9].
- Finales mondiales (World Finals) : Les Finales mondiales sacrent le Champion de la Nations Cup et les Champions des Manufacturer Series, qui sont ensuite récompensés officiellement lors du gala de remise des prix de la FIA en décembre, en même temps que la Formule 1, le WRC, le WEC, ou encore la Formule E. En Nations Cup, les meilleurs concurrents du classement des séries en ligne de chaque région, au moment de la sélection, sont sélectionnés par chaque pays, à raison de 3 par nation. En Manufacturer Series, les douze constructeurs les mieux placés au classement mondial des Constructeurs sont sélectionnés[9].

## Palmarès
| Saison | Titre et lieu                                                       | Date            | Nations Cup                              | Manufacturer Series                                         | Manufacturer Series             |
| ------ | ------------------------------------------------------------------- | --------------- | ---------------------------------------- | ----------------------------------------------------------- | ------------------------------- |
| 2018   | World Tour 2018 - Nürburgring ( Nürburg)                            | 10-13 mai       | Giorgio Mangano                          | Philippe Nicolay Matthew Thomas Anthony Duval               | BMW                             |
| 2018   | World Tour 2018 - Red Bull Hangar-7 ( Salzbourg)                    | 22 septembre    | Benjamin Bader Patrik Blazsán Adam Tapai | Mikail Hazil Andrew McCabe                                  | Nissan                          |
| 2018   | World Tour 2018 - Asie/Océane Finale ( Odaiba)                      | 6-7 octobre     | Ryota Kokubun                            | Non tenu                                                    | Non tenu                        |
| 2018   | World Tour 2018 - Europe Finale ( Madrid)                           | 19-20 octobre   | Mikail Hazil                             | Non tenu                                                    | Non tenu                        |
| 2018   | World Tour 2018 - Amérique Finale ( Las Vegas)                      | 31 octobre      | Igor Fraga                               | Non tenu                                                    | Non tenu                        |
| 2018   | World Finals 2018 ( Monaco)                                         | 16-18 novembre  | Igor Fraga                               | Kanata Kawakami Vincent Rigaud Tyrell Meadows               | Lexus                           |
| 2019   | World Tour 2019 - Paris ( Paris)                                    | 16-17 mars      | Nicolas Rubilar                          | Yoshiharu Imai Thomas Compton-McPherson Christopher Marcell | Aston Martin                    |
| 2019   | World Tour 2019 - Nürburgring ( Nürburg)                            | 21-22 juin      | Igor Fraga                               | Tomoaki Yamanaka Rick Kevelham Simon Bishop                 | Toyota                          |
| 2019   | World Tour 2019 - New York ( New York)                              | 24-25 août      | Igor Fraga                               | Cody Nikola Latkovski Bernal Valverde Anthony Felix         | Mercedes-Benz                   |
| 2019   | World Tour 2019 - Red Bull Hangar-7 ( Salzbourg)                    | 14-15 septembre | Mikail Hazil                             | Cody Nikola Latkovski Tom Lartilleux Anthony Felix          | Mercedes-Benz                   |
| 2019   | World Tour 2019 - Tokyo ( Tokyo)                                    | 26-27 octobre   | Ryota Kokubun                            | Angel Inostroza Tristan Bayless Matt Simmons                | Porsche                         |
| 2019   | World Finals 2019 ( Monaco)                                         | 23-24 novembre  | Mikail Hazil                             | Tomoaki Yamanaka Rayan Derrouiche Igor Fraga                | Toyota                          |
| 2020   | World Tour 2020 - Sydney ( Sydney)                                  | 15-16 février   | Takuma Miyazono                          | Coque López Nicolas Rubilar Randall Haywood                 | BMW                             |
| 2020   | World Tour 2020 - Nürburgring ( Nürburg)                            | 22-23 mai       | Annulé (pour cause de pandémie)          | Annulé (pour cause de pandémie)                             | Annulé (pour cause de pandémie) |
| 2021   | World Series 1 - Autodromo nazionale di Monza ( Monza)              | 6 juin          | Valerio Gallo                            | Angel Inostroza Ryota Kokubun Takuma Miyazono               | Porsche                         |
| 2021   | World Series 2 - Laguna Seca ( Monterey)                            | 11 juillet      | Patrik Blazsán                           | Takuma Miyazono Valerio Gallo Lucas Bonelli                 | Subaru                          |
| 2021   | World Series Showdown Circuit de Spa-Francorchamps ( Francorchamps) | 22 août         | Ryota Kokubun                            | Igor Fraga Tomoaki Yamanaka Coque López                     | Toyota                          |
| 2021   | World Series 3 - Willow Springs (en) ( Rosamond)                    |                 | Valerio Gallo                            | José Serrano Quentin Jehoul Yuki Araki                      | Porsche                         |
| 2021   | World Series 4 - Fuji Speedway ( Oyama)                             |                 | Valerio Gallo                            | Igor Fraga José Serrano                                     | Toyota                          |
| 2021   | World Finals 2021 - Autodromo nazionale di Monza ( Monza)           | 3-4 décembre    | Valerio Gallo                            | Igor Fraga Tomoaki Yamanaka Coque López                     | Toyota                          |